# Rémi Ochlik
Rémi Ochlik (ur. 16 października 1983 w Thionville, zm. 22 lutego 2012 w Himsie) – francuski fotograf prasowy, zginął podczas walk w Himsie razem z Marie Colvin. Otrzymał Grand Prix Jean-Louis Calderona (dziennikarza zabitego podczas rewolucji w Rumunii) i pierwszą nagrodę World Press Photo.